# Evangelische Kirche in Bleiberg

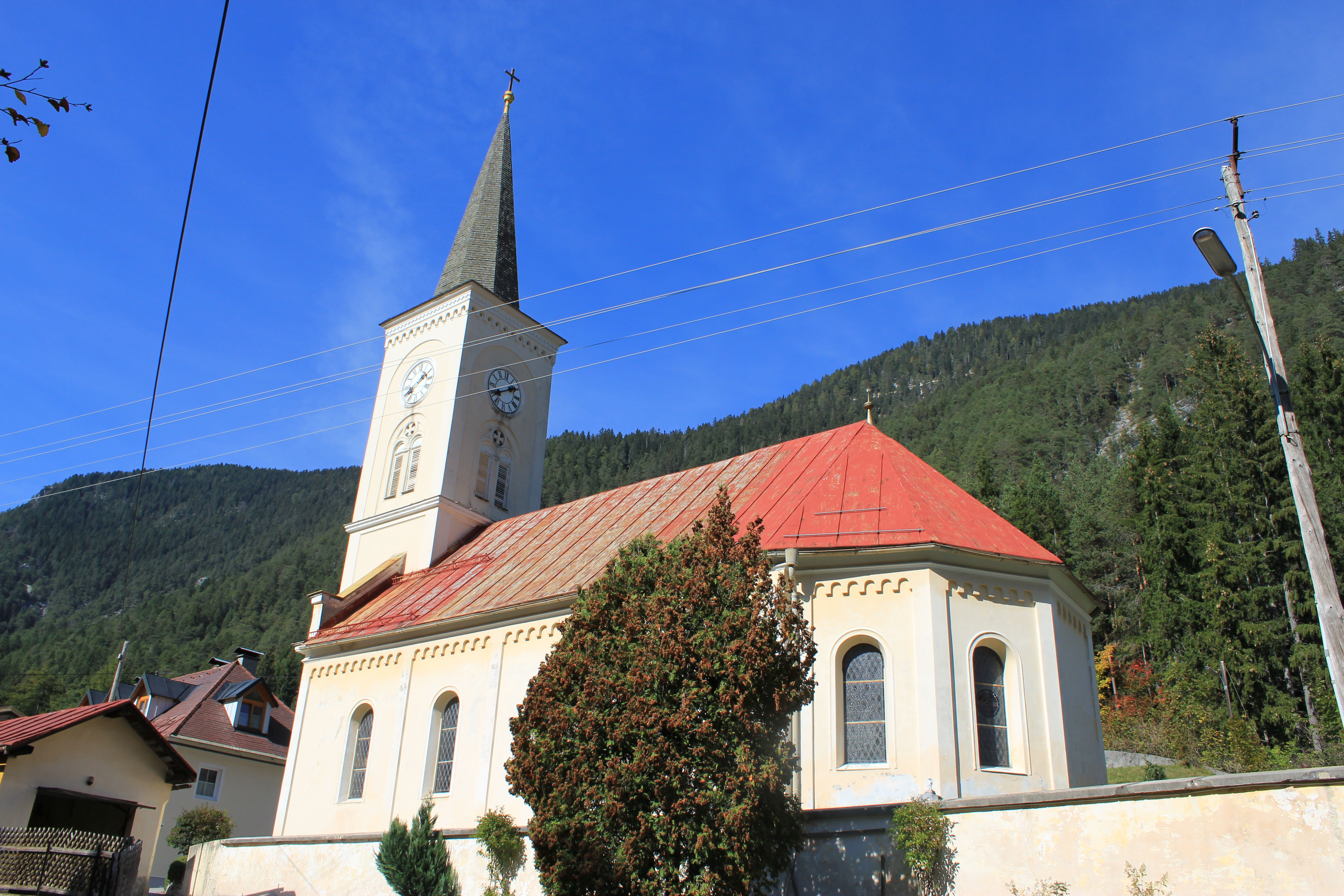
Pfarrkirche in Bleiberg-Nötsch

Die evangelische Pfarrkirche in Bleiberg-Nötsch in der Gemeinde Bad Bleiberg wurde 1783 zuerst als Toleranzbethaus erbaut und in den Jahren 1857/58 mit der Errichtung des Turmes sowie weiteren Umbauten zur Kirche erweitert. 1990 wurde die Polychromie von 1800 wiederhergestellt.

## Bauwerk
In der Westfassade des Schiffs steht der dreigeschoßige Westturm mit zweiteiligen, rundbogigen Schallfenstern und einer Uhr unter einem übergreifenden Bogen. Die vier 1856 gegossenen Glocken zählen zu den ältesten Gussstahlglocken der Welt. Der Turm wird von einem Spitzhelm bekrönt. Im Turmerdgeschoß befindet sich eine geschlossene Vorhalle. Die Kirchenfassade wird an Chor und Langhaus durch Rundbogenfenster, Lisenen und Rundbogenfries gegliedert.
Im Inneren schließt an den vierachsigen Saal ein sechseckiger Chorraum. Die Flachdecke ist mit einer einfachen Stuckleiste verziert, die Wände mit Pilastern. Die große Empore mit vorschwingender Mitte steht auf zwei zarten Säulen.

## Einrichtung
Das Gemälde des barockisierten Altars ist mit „Carl Vogl, Gratz 1850“ bezeichnet und zeigt den auferstandenen Christus. Kanzel und Taufbecken stammen vom Ende des 18. Jahrhunderts, die Orgel aus dem 19. Jahrhundert. Weiters zählt ein Gemälde Kaiser Josefs II. von 1796 zur Ausstattung der Kirche.